# スティミリアーノ
スティミリアーノ（伊: Stimigliano）は、イタリア共和国ラツィオ州リエーティ県にある、人口約2,200人の基礎自治体（コムーネ）。

## 地理

### 位置・広がり
リエーティ県西部のコムーネ。県都リエーティから西南西へ27kmの距離にある。

#### 隣接コムーネ
隣接するコムーネは以下の通り。括弧内のRMはローマ県所属を示す。
- コッレヴェッキオ
- フォラーノ
- ポンツァーノ・ロマーノ (RM)
- サントレステ (RM)
- タラーノ

### 気候分類・地震分類
スティミリアーノにおけるイタリアの気候分類 (it) および度日は、zona D, 1742 GGである。
また、イタリアの地震リスク階級 (it) では、zona 2B (sismicità media) に分類される。